# Pectobacterium carotovorum
Pectobacterium carotovorum Hauben – bakteria należąca do rodziny Enterobacteriaceae.

## Charakterystyka
Bakterie P. carotovora są Gram-ujemnymi pałeczkami syntetyzującymi substancje o charakterze bakteriocyn. Są fakultatywnymi anaerobami nie tworzącymi przetrwalników. Niektóre z nich mają rzęski. Jako saprotrofy powszechnie występują w zbiornikach wodnych, wodach gruntowych, powietrzu i glebie. Niektóre są pasożytami. Podgatunek P. carotovorum subsp. carotovorum wśród roślin uprawnych w Polsce wywołuje bakteriozę cebuli, czarną nóżkę ziemniaka i choroby o ogólnej nazwie mokra zgnilizna i miękka zgnilizna. Wśród nich są: mokra zgnilizna kapusty, mokra zgnilizna warzyw korzeniowych, mokra zgnilizna bulw ziemniaka, miękka zgnilizna maku, miękka zgnilizna sałaty i miękkie zgnilizny wielu roślin ozdobnych.

## Systematyka
Dawniej Pectobacterium carotovorum zaliczany był do rodzaju Erwinia pod nazwą Erwinia carotovorum. Rodzaj ten rozbity jednak został na kilka innych i obecna nazwa taksonu to Petrobacerium carotovorum. Zarówno rodzaj Pectobacterium, jak i gatunki P. carotovorum, P. chrysanthemi, P. cypripedii i P. rhapontici, zostały wpisane na listę zatwierdzonych nazw bakterii (Approved List of bacterial names) i pozostają na niej do chwili obecnej.
W obrębie gatunku P. carotovorum wyróżniono 5 podgatunków:
- P. carotovorum subsp. atrosepticum
- P. carotovorum subsp. betavasculorum
- P. carotovorum subsp. carotovorum
- P. carotovorum subsp. odoriferum
- P. carotovorum subsp. wasabiae[2]